# Epigyphantes
Epigyphantes epigynatus  es una especie de araña araneomorfa de la familia Linyphiidae. Es el único miembro del género monotípico Epigyphantes.

## Distribución
Se encuentra en la región rusa de Kolimá.